# 인천김포고속도로 (기업)
인천김포고속도로 주식회사(仁川金浦高速道路 株式會社)는 포스코그룹 자회사로 수도권제2순환고속도로의 남항 교차로 ~ 서김포통진 나들목 구간을 건설하고, 휴게소와 같은 제반시설을 관리·운영하는 대한민국의 기업이다. 2017년 3월 23일부터 수도권제2순환고속도로의 남항 교차로 ~ 서김포통진 나들목 구간을 30년간 관리운영한다.

## 주요 연혁
- 2006년 12월 18일: 회사 설립
- 2012년 3월: 수도권제2순환고속도로 남항 교차로 ~ 서김포통진 나들목 구간 착공
- 2017년 3월 23일: 수도권제2순환고속도로 남항 교차로 ~ 서김포통진 나들목 구간 개통

## 같이 보기
- 수도권제2순환고속도로
- 경기고속도로
- 경기동서순환도로
- 포천화도고속도로 (기업)
- 화성광주고속도로 (기업)